# Truy tìm thanh gươm báu
Truy tìm thanh gươm báu (tên gốc: Quest for Camelot) còn có nhan đề The magic sword: Quest for Camelot, là một phim hoạt hình sản xuất năm 1998 của hãng Warner Bros, dựa theo tiểu thuyết "The King's Damosel" của Vera Chapman, một tác giả sống ở Austin, Texas. Chuyện phim kể về cuộc truy tìm thanh kiếm Excalibur huyền thoại bị đánh cắp của vua Arthur. Phim có nội dung hay, tính anh hùng, giáo dục và nhân bản cao. Phim từng được phát hành ở Việt Nam dưới dạng băng đĩa, có tên "Truy tìm thanh gươm báu", "Thanh kiếm thần kì".
Đây được coi là phần tiếp theo của bộ phim hoạt hình "Thanh gươm trong đá" - The sword in the stone (1963) của Disney, mặc dù hai bộ phim hoàn toàn chẳng liên quan gì đến nhau. Bối cảnh câu chuyện "Truy tìm thanh gươm báu" là 10 năm sau ngày vua Arthur rút được thanh Excalibur và lên làm vua nước Anh.

## Nội dung
Nước Anh thế kỉ 6, dưới triều đại của vua Arthur, có một gia đình sống hạnh phúc ở nông trại ven biển. Người chồng Lionel là một trong những hiệp sĩ Bàn Tròn (cấp bậc hiệp sĩ cao nhất thời bấy giờ) và người vợ Juliana là một phụ nữ rất dịu dàng, xinh đẹp. Họ có cô con gái nhỏ tên Kayley. Cô bé thường xuyên bắt cha kể đi kể lại câu chuyện về vua Arthur cùng thanh kiếm Excalibur huyền thoại, cô ao ước sau này cũng sẽ trở thành hiệp sĩ giống cha. Nhưng những ngày vui tươi của gia đình ông Lionel thật ngắn ngủi.
Trong lần Lionel đến thủ đô Camelot dự hội nghị Bàn Tròn được tổ chức 10 năm một lần, ông hi sinh để bảo vệ đức vua khỏi tên phản bội Baron Ruber. Sau đó, tên này bị đánh bại trước sức mạnh của thanh kiếm Excalibur, phải bỏ trốn biệt tích. Vua Arthur đích thân đến dự đám tang Lionel và đưa ra lời thề trang trọng với vợ của ông: "Chồng bà đã hi sinh để cứu ta và Camelot, Juliana ạ! Mọi cổng thành của Camelot sẽ luôn mở để đón bà." Kayley đau buồn khôn xiết khi cha mình qua đời, bởi cô bé vô cùng kính yêu cha. Mùa đông ảm đạm năm đó, Kayley mới 10 tuổi. Mười năm sau, cô trở thành một thiếu nữ xinh xắn, dũng cảm và hiếu động, vẫn ôm khát khao trở thành hiệp sĩ như hồi còn nhỏ. Tuy nhiên vào thời bấy giờ, đối với một cô gái như Kayley thì đó là điều không tưởng.
Ở Camelot, vua Arthur một lần nữa tổ chức hội nghị Bàn Tròn. Bên phải vua, chiếc ghế hiệp sĩ của ông Lionel vẫn để trống. Bỗng một quái vật sư tử đầu chim (Griffin) đến phá hội nghị, cướp thanh kiếm Excalibur và làm đức vua bị thương nặng. Quân lính vội thổi tù và báo động rồi nhanh chóng đuổi theo quái vật. Trên đường bay, Griffin bị chim ưng cánh bạc Ayden của nhà tiên tri già Merlin - cận thần phụng sự vua Arthur - tấn công dữ dội. Sự việc này khiến cho thanh kiếm quý bị rơi xuống "Rừng Cấm" (Forbidden Forest). Tin Excalibur bị đánh cắp nhanh chóng truyền tới nông trại của mẹ con Kayley, cô vội xin mẹ cho đi tìm thanh kiếm nhưng bà Juliana nhất quyết không đồng ý. Đúng lúc đó, tên Ruber phản bội ngày xưa trở về, xông vào căn nhà của họ, bắt Juliana và con gái bà làm con tin. Hắn còn dùng thuốc độc mua từ phù thủy, chế tạo rất nhiều chiến binh bằng sắt thép. May mắn thay, Kayley trốn được ra ngoài khi lũ thuộc hạ của Ruber sơ ý. Bà Juliana dặn dò: "Ruber phải mất 3 ngày mới tới được Camelot, trong thời gian đó, con hãy mau đến cảnh báo cho vua Arthur biết. Đi đi Kayley, con chính là niềm hy vọng duy nhất!" Lúc chạy trốn, nàng tình cờ nghe được Ruber và quái vật sư tử đầu chim nói chuyện. Nhờ đó, nàng mới biết Excalibur đang ở đâu đó trong "Rừng cấm", vì vậy Kayley chọn hướng đi đến "Rừng cấm" thay vì tới thủ đô Camelot. Ruber thấy Kayley cưỡi ngựa bỏ trốn, hắn vội sai thuộc hạ đuổi theo. Từ đằng xa, Juliana chứng kiến rõ mọi điều, bà chỉ còn biết nguyện cầu vong linh người chồng quá cố phù hộ cho con gái.
Kayley đến gần "Rừng cấm" thì con ngựa sợ hãi lồng lên, hất cô xuống đất, sau lưng là bọn thuộc hạ dữ tợn của Ruber. Cô phải chạy bộ vào rừng. Do sơ suất, Kayley đã bị ngã xuống một cái ao và gặp gỡ một anh chàng kì lạ, bên cạnh anh ta là con chim ưng cánh bạc. Anh đánh bại lũ thuộc hạ của Ruber, cứu Kayley khỏi nguy hiểm. Ngay sau đó, Kayley biết được người này tên Garrett, một người mù ẩn dật, hồi nhỏ từng sống ở Camelot. Con chim ưng cánh bạc tên Ayden là bạn dẫn đường duy nhất của anh. Kayley nói với Garrett rằng thanh kiếm Excalibur đã bị mất cắp và có vẻ như Ayden biết nó ở đâu. Thế là hai người bắt đầu cùng nhau đi tìm thanh kiếm. Trong cuộc hành trình, họ lạc vào lãnh địa của loài rồng, gặp gỡ con rồng nhỏ 2 đầu mang tên Devon và Cornwall. Con rồng này từ ngày sinh ra đã có 2 đầu, lại không thể phun lửa hoặc bay nên thường bị đồng loại bắt nạt, trêu chọc. Chúng giúp nhóm của Kayley thoát khỏi sự truy lùng của Ruber, từ đó phá bỏ luôn lời thề của rồng, đi theo hỗ trợ hai người trên đường tìm lại Excalibur. Vô số gian lao, nguy hiểm trong cuộc truy lùng đã làm nảy nở tình yêu giữa Garrett và Kayley. Nhờ chim ưng Ayden dẫn lối, họ tìm thấy Excalibur đang ở trong tay một gã khổng lồ đá. Dựa vào nỗ lực và lòng dũng cảm, họ lấy được thanh kiếm khỏi... hàm răng của tên khổng lồ (gã này dùng thanh kiếm làm tăm xỉa răng.) Tất cả mọi người hồ hởi đi đến Camelot. Giữa đường, Garrett vì tự ti và mặc cảm mà không dám về Camelot. Anh từ giã Kayley, Devon & Cornwall, cùng với Ayden trở lại "Rừng cấm".
Kayley vừa mới đi được một đoạn thì bị quân của Ruber bắt. Ruber đoạt được Excalibur, hắn dùng thuốc thần để làm thanh kiếm dính liền vào tay phải của mình. Sau đó Ruber tống Kayley vào xe ngựa với mẹ cô, thẳng tiến đến Camelot. Rồng 2 đầu Devon, Cornwall cứng kiến cảnh đó, vội chạy đi cầu cứu Garret. Lần đầu tiên trong đời, hai cái đầu riêng biệt của hai chú rồng này đồng quan điểm, giúp cho cả hai có thể phun lửa và bay lên cao. Khi đoàn xe ngựa của Ruber tới cổng thành, ngồi trước xe là bà Juliana. Nhớ lời thề cũ, quân lính hạ cổng thành cho đoàn xe của bà vào. Vừa lọt vào bên trong, bọn lâu la bằng sắt thép của Ruber từ các thùng xe ngựa lao ra, tàn phá Camelot. Ruber nhanh chóng đi vào lâu đài để giết nhà vua Arthur. Kayley nhìn thấy, vội vàng chạy theo ngăn cản hắn. Đám lâu la đuổi theo Kayley rồi đẩy cô từ bờ thành cao xuống. May mắn thay, Devon và Cornwall đã đưa Garrett đến cứu Kayley kịp thời. Rồng 2 đầu lao vào tả xung hữu đột với quân của Ruber. Garrett thì dẫn Kayley xuống một đường hầm bí mật, thông vào phòng hội nghị Bàn Tròn. Ở đó vua Arthur đang chống chọi với lưỡi kiếm trong tay Ruber. Hai người dùng mưu dụ hắn ra chỗ tảng đá thần kì, chỗ từng cắm thanh kiếm Excalibur xưa kia. Sức mạnh của tảng đá khiến Ruber bị tan xương nát thịt, đồng thời sức mạnh này cũng khiến vua Arthur lành lại vết thương, giúp các chiến binh sắt thép trở lại thành người. Thanh kiếm Excalibur cuối cùng cũng về với chủ nhân đích thực của nó.
Hoà bình trở lại với nhân dân Camelot. Vua Arthur trân trọng phong cho Kayley và Garrett danh hiệu Hiệp sĩ Bàn Tròn. Sau đó, hai người cưới nhau, sống hạnh phúc đến trọn đời.

## Nhân vật
- Kayley

Lồng tiếng: Jessalyn Gilsig, giọng hát: Andrea Corr
Một thiếu nữ 20 tuổi thật thà, bướng bỉnh và nhanh nhẹn, được sinh ra vào ngày vua Arthur rút thanh kiếm Excalibur khỏi đá. Cô thừa hưởng lòng trung thành, gan dạ của cha và nét đẹp của mẹ. Kayley rất thần tượng cha, coi ông như một anh hùng thực sự. Cô thường bị mẹ cấm cản ước mơ hiệp sĩ của mình, bởi Juliana không muốn con gái gặp chuyện như chồng bà hồi trước. Tuy nhiều lúc tỏ ra cứng đầu, vụng về trong giao tiếp nhưng Kayley là một cô gái tốt bụng. Chính Kayley là người vực dậy niềm tin cho Garret, khiến anh đủ can đảm thực hiện ước mơ làm hiệp sĩ. Ngoài ánh sáng, cô sẽ là đôi mắt của anh nhưng trong bóng tối, anh là đôi mắt của cô.
Kayley được dựa trên cô gái Lynette của tiểu thuyết "The King's Damosel". Lynette trong cuốn sách được phát triển từ nhân vật cùng tên trong truyền thuyết vua Arthur nổi tiếng.
- Garrett

Lồng tiếng: Cary Elwes, giọng hát: Bryan White
Chàng trai mù sống ẩn dật trong "Rừng cấm", lớn hơn Kayley vài tuổi, rất can đảm, già dặn và trầm tĩnh. Garrett vốn là một cậu bé chăn ngựa ở Camelot nhiều năm trước, rất ngưỡng mộ cha của Kayley. Trong một trận hoả hoạn, Garrett phải giải thoát những con ngựa và bị một trong số chúng đạp vào gáy. Từ đó, mắt anh hoàn toàn chẳng nhìn thấy gì nữa. Ông Lionel đã đích thân huấn luyện Garrett để anh thích nghi với bóng tối. Ông dạy anh rằng sức mạnh của một hiệp sĩ chính là ở trái tim. Sau cái chết của Lionel, Garrett đã từ bỏ ước mơ làm hiệp sĩ, lui về sống trong rừng cấm. Lần đầu gặp Kayley, Garrett coi cô như một điều phiền toái, bởi cô nói rất nhiều và hay làm anh gặp trở ngại trên đường. Tuy vậy, lòng nhân hậu và chân thành của Kayley đã khiến Garrett khâm phục và yêu cô.
Garrett được xây dựng dựa trên hiệp sĩ ẩn dật Gareth (trong truyền thuyết vua Arthur) kết hợp với nhân vật người giữ ngựa mù Lucius (trong truyện "The King's Damosel").
- Ruber

Lồng tiếng: Gary Oldman, giọng hát: Alexander Williams
Một kẻ tham lam, thực dụng, điên loạn trong hàng ngũ hiệp sĩ Bàn Tròn và là thủ phạm gây nên cái chết cho ông Lionel, cha Kayley. Hắn ôm ý đồ đoạt ngôi vua, đưa nước Anh trở về thời kì mông muội. Từ tướng tá cho đến khuôn mặt của hắn, tất cả đều toát lên sự quỷ quyệt, hèn hạ.
- Lionel

Lồng tiếng: Gabriel Byrne
Cha của Kayley, hiệp sĩ thân tín của vua Arthur. Ông là một người trung thành, dũng cảm, đã hi sinh để bảo vệ vua khi Kayley còn nhỏ. Câu nói của ông trước khi chết là: "Tôi không bao giờ phục vụ một ông vua phản nghịch." (ám chỉ Ruber) Mười năm sau, khi Kayley giao chiến với kẻ giết cha mình tại Camelot, nàng cũng lặp lại câu này.
- Juliana

Lồng tiếng: Jane Seymour, giọng hát: Chloe (trong phim), Celine Dion
Người vợ goá xinh đẹp của ông Lionel, mẹ Kayley, một phụ nữ kiên cường và chung thủy.
- Griffin

Lồng tiếng: Bronson Pinchot
Quái vật sư tử đầu chim, tay sai của Ruber. Nó tuy bề ngoài rất dữ tợn, to lớn nhưng trí thông minh thì chẳng có bao nhiêu.
- Devon & Cornwall

Lồng tiếng" Eric Idle và Don Rickles
Con rồng 2 đầu tốt bụng, giúp đỡ Kayley lẫn Garret rất nhiều trên đường tìm Excalibur. Mới đầu, hai cái đầu riêng biệt của con rồng này cứ cãi cọ suốt. Nhưng sau đó, chúng Devon, Cornwall ngộ ra rằng chỉ khi chúng đoàn kết với nhau, chúng mới có thể bay và phun lửa như các con rồng khác được.

## Nhạc phim
- "United we stand" - "Đoàn kết chúng ta cùng đứng vững" [1] Bài hát ở đầu phim, khi Lionel, cha của Kayley đến Camelot dự hội nghị Bàn Tròn. Nội dung của nó ca ngợi tình hữu nghị, đoàn kết giữa các hiệp sĩ, nêu những lý tưởng của hội nghị Bàn Tròn:

- Liberty (Quyền tự quyết)
- Justice (Công lý)
- Trust (Lòng tin)
- Freedom (Tự do)
- Peace (Hoà bình)
- Honor (Danh dự)
- Goodness (Cái thiện)
- Strength (Sức mạnh)
- Valour (Can đảm)
- "On my father's wings" - "Trên đôi cánh của cha" [2] Ca khúc mà Kayley hát trong đoạn phim miêu tả sự trưởng thành suốt mười năm của cô. Dù người cha thân yêu đã mất nhưng Kayley vẫn biết ông luôn dõi theo và dẫn đường cho cô.
- "Ruber" [3] Bài hát của Ruber khi hắn xông vào nhà bắt mẹ con Kayley.
- "The prayer" - "Lời nguyện cầu" (trình bày: Chloe) [4] Đây là bài hát nổi trội nhất phim, được hát bởi Juliana - mẹ của Kayley lúc bà thấy con gái chạy trốn. Sau này, bài hát "The prayer" đã được chỉnh sửa lời và trở nên nổi tiếng, được Celine Dion và Andrea Bocelli trình bày.
- "I stand alone" - "Tôi đứng đơn độc" [5] Bài hát của Garrett, kể về cuộc sống trong khu "Rừng cấm", từ đó bộc lộ ý chí kiên cường của anh. Bài hát ví Garrett như cây cối "Rừng cấm", luôn có thể sống độc lập không phụ thuộc ai.
- "If I didn't have you" - "Nếu tôi không có bạn" [6] Bài hát của hai con rồng Devon & Cornwall.
- "Looking through your eyes" - "Nhìn sâu vào mắt em" [7] Bài song ca của Kayley và Garrett, nói lên tình yêu giữa họ.